# Israel Football League 2014-2015
La Israel Football League 2014-2015 è stata l'8ª edizione del campionato di football americano di primo livello, organizzato da AFI.

## Squadre partecipanti
| Club                   | Città          | Stadio | Sponsor ufficiale | Risultato nella stagione 2014 |
| ---------------------- | -------------- | ------ | ----------------- | ----------------------------- |
| Beersheva Black Swarm  | Be'er Sheva    |        |                   |                               |
| Haifa Underdogs        | Haifa          |        | Nemo’s            |                               |
| Jerusalem Kings        | Gerusalemme    |        |                   |                               |
| Jerusalem Lions        | Gerusalemme    |        | Big Blue          |                               |
| Judean Rebels          | Gerusalemme    |        |                   |                               |
| Petah Tikva Troopers   | Petah Tiqwa    |        | Mike’s Place      |                               |
| Ramat HaSharon Hammers | Ramat HaSharon |        |                   |                               |
| Rehovot Silverbacks    | Rehovot        |        | Pointer           |                               |
| Tel Aviv Pioneers      | Tel Aviv       |        |                   |                               |

## Stagione regolare

### Calendario

#### 1ª giornata
| 13 novembre 2014 | Jerusalem Lions | 42 – 32 (20-12 16-6 0-6 6-8) | Petah Tikva Troopers | (104 spett.) |

| 14 novembre 2014 | Tel Aviv Pioneers | 6 – 50 (0-14 6-22 0-6 0-8) | Judean Rebels | (68 spett.) |

| 15 novembre 2014 | Beersheva Black Swarm | 0 – 70 (0-16 0-20 0-14 0-20) | Ramat HaSharon Hammers | (64 spett.) |

#### 2ª giornata
| 20 novembre 2014 | Jerusalem Kings | 12 – 30 (6-6 0-18 6-0 0-6) | Beersheva Black Swarm | (121 spett.) |

| 20 novembre 2014 | Petah Tikva Troopers | 14 – 36 (6-16 8-12 0-0 0-8) | Haifa Underdogs | (46 spett.) |

| 21 novembre 2014 | Tel Aviv Pioneers | 36 – 8 (20-0 8-8 8-0 0-0) | Rehovot Silverbacks | (78 spett.) |

#### 3ª giornata
| 27 novembre 2014 | Judean Rebels | 44 – 0 (8-0 6-0 16-0 14-0) | Jerusalem Lions | (78 spett.) |

| 27 novembre 2014 | Jerusalem Kings | 12 – 38 (0-14 6-8 6-16 0-0) | Rehovot Silverbacks | (43 spett.) |

| 28 novembre 2014 | Haifa Underdogs | 22 – 12 (6-0 8-0 0-6 8-6) | Ramat HaSharon Hammers | (258 spett.) |

#### 4ª giornata
| 4 dicembre 2014 | Ramat HaSharon Hammers | 30 – 44 (12-14 6-22 6-8 6-0) | Judean Rebels | (31 spett.) |

| 4 dicembre 2014 | Jerusalem Kings | 12 – 74 (0-26 6-18 6-30 0-0) | Tel Aviv Pioneers | (47 spett.) |

| 5 dicembre 2014 | Ramat HaSharon Hammers | 20 – 8 (0-2 20-0 0-6 0-0) | Rehovot Silverbacks | (34 spett.) |

| 6 dicembre 2014 | Jerusalem Lions | 14 – 32 (8-12 6-8 0-6 0-6) | Petah Tikva Troopers | (59 spett.) |

#### 5ª giornata
| 11 dicembre 2014 | Jerusalem Lions | 88 – 0 (28-0 20-0 26-0 14-0) | Rehovot Silverbacks | (21 spett.) |

| 12 dicembre 2014 | Haifa Underdogs | 45 – 14 (12-0 14-8 12-0 7-6) | Petah Tikva Troopers | (43 spett.) |

#### 6ª giornata
| 18 dicembre 2014 | Judean Rebels | 80 – 0 (52-0 0-0 16-0 12-0) | Jerusalem Kings | (216 spett.) |

| 18 dicembre 2014 | Jerusalem Lions | 44 – 30 (0-8 26-0 18-22 0-0) | Haifa Underdogs | (69 spett.) |

| 20 dicembre 2014 | Beersheva Black Swarm | 0 – 44 (0-12 0-10 0-14 0-8) | Tel Aviv Pioneers | (30 spett.) |

#### 7ª giornata
| 25 dicembre 2015 | Judean Rebels | 76 – 0 (32-0 22-0 14-0 8-0) | Rehovot Silverbacks | (51 spett.) |

| 25 dicembre 2015 | Jerusalem Kings | 6 – 76 (0-22 6-40 0-14 0-0) | Haifa Underdogs | (33 spett.) |

| 26 dicembre 2015 | Tel Aviv Pioneers | 20 – 0 (6-0 8-0 0-0 6-0) | Jerusalem Lions | (48 spett.) |

| 27 dicembre 2015 | Ramat HaSharon Hammers | 38 – 18 (10-6 14-0 8-0 6-12) | Petah Tikva Troopers | (23 spett.) |

#### 8ª giornata
| 2 gennaio 2015 | Petah Tikva Troopers | 0 – 70 (0-8 0-14 0-30 0-18) | Judean Rebels | (36 spett.) |

| 3 gennaio 2015 | Beersheva Black Swarm | 16 – 14 (0-2 14-6 2-6 0-0) | Jerusalem Kings | (42 spett.) |

#### 9ª giornata
| 9 gennaio 2015 | Haifa Underdogs | 6 – 14 (d.t.s.) (0-0 6-0 0-0 0-6 0-8) | Tel Aviv Pioneers | (12 spett.) |

| 10 gennaio 2015 | Rehovot Silverbacks | 0 – 8 (0-0 0-0 0-0 0-8) | Beersheva Black Swarm | (14 spett.) |

#### 10ª giornata
| 22 gennaio 2015 | Jerusalem Lions | 86 – 60 (22-6 28-14 14-20 22-20) | Jerusalem Kings | (133 spett.) |

| 22 gennaio 2015 | Judean Rebels | 44 – 34 (20-18 8-8 0-0 16-8) | Ramat HaSharon Hammers | (104 spett.) |

| 23 gennaio 2015 | Tel Aviv Pioneers | 48 – 20 (0-6 14-0 12-0 22-14) | Petah Tikva Troopers | (33 spett.) |

| 27 gennaio 2015 | Rehovot Silverbacks | 6 – 53 (0-8 0-26 0-16 6-3) | Haifa Underdogs | (17 spett.) |

#### 11ª giornata
| 29 gennaio 2015 | Ramat HaSharon Hammers | 54 – 30 (12-6 16-0 6-0 20-24) | Jerusalem Lions | (31 spett.) |

| 29 gennaio 2015 | Judean Rebels | 56 – 2 (20-0 14-0 6-2 16-0) | Beersheva Black Swarm | (43 spett.) |

| 31 gennaio 2015 | Rehovot Silverbacks | 26 – 46 (6-20 6-13 0-6 14-7) | Petah Tikva Troopers | (17 spett.) |

#### 12ª giornata
| 5 febbraio 2015 | Rehovot Silverbacks | 44 – 42 (6-14 6-8 12-8 20-12) | Jerusalem Kings | (34 spett.) |

| 6 febbraio 2015 | Tel Aviv Pioneers | 28 – 21 (0-3 8-15 12-0 8-3) | Haifa Underdogs | (43 spett.) |

| 7 febbraio 2015 | Beersheva Black Swarm | 3 – 38 (0-2 3-22 0-2 0-12) | Jerusalem Lions | (22 spett.) |

#### 13ª giornata
| 12 febbraio 2015 | Jerusalem Lions | 20 – 34 (0-0 10-14 0-20 10-0) | Ramat HaSharon Hammers | (52 spett.) |

#### 14ª giornata
| 19 febbraio 2015 | Petah Tikva Troopers | - – - | Tel Aviv Pioneers |  |

| 20 febbraio 2015 | Haifa Underdogs | - – - | Judean Rebels |  |

| 21 febbraio 2015 | Beersheva Black Swarm | 7 – 28 (0-8 7-0 0-12 0-8) | Rehovot Silverbacks | (30 spett.) |

#### 15ª giornata
| 26 febbraio 2015 | Jerusalem Lions | 8 – 70 | Judean Rebels |  |

| 26 febbraio 2015 | Petah Tikva Troopers | 32 – 14 (0-8 12-0 6-0 14-6) | Jerusalem Kings |  |

| 27 febbraio 2015 | Haifa Underdogs | 50 – 7 (19-0 17-0 7-7 7-0) | Beersheva Black Swarm |  |

| 28 febbraio 2015 | Rehovot Silverbacks | 12 – 20 (6-6 6-6 0-0 0-8) | Tel Aviv Pioneers |  |

#### 16ª giornata
| 7 marzo 2015 | Jerusalem Kings | - – - | Ramat HaSharon Hammers |  |

### Classifica
La classifica della regular season è la seguente:
- PCT = percentuale di vittorie, G = partite giocate, V = partite vinte,  P = partite perse, PF = punti fatti, PS = punti subiti

| Pos. | Squadra                | PCT   | G  | V | N | P | PF  | PS  |
| ---- | ---------------------- | ----- | -- | - | - | - | --- | --- |
| 1    | Judean Rebels          | 1.000 | 9  | 9 | 0 | 0 | 534 | 80  |
| 2    | Tel Aviv Pioneers      | .889  | 9  | 8 | 0 | 1 | 290 | 129 |
| 3    | Haifa Underdogs        | .667  | 9  | 6 | 0 | 3 | 339 | 145 |
| 4    | Ramat HaSharon Hammers | .556  | 9  | 5 | 0 | 4 | 372 | 198 |
| 5    | Jerusalem Lions        | .500  | 10 | 5 | 0 | 5 | 300 | 361 |
| 6    | Petah Tikva Troopers   | .333  | 9  | 3 | 0 | 6 | 196 | 327 |
| 7    | Rehovot Silverbacks    | .300  | 10 | 3 | 0 | 7 | 164 | 400 |
| 8    | Beersheva Black Swarm  | .300  | 10 | 3 | 0 | 7 | 81  | 332 |
| 9    | Jerusalem Kings        | .000  | 9  | 0 | 0 | 9 | 172 | 476 |

## Playoff

### Tabellone
|  | Wild Card | Wild Card              | Wild Card         |                        |               | Semifinali    | Semifinali    | Semifinali |  |  | VIII Israel Bowl | VIII Israel Bowl | VIII Israel Bowl |  |
|  |           |                        |                   |                        |               |               |               |            |  |  |                  |                  |                  |  |
|  |           |                        |                   |                        |               | 1             | Judean Rebels | 16         |  |  |                  |                  |                  |  |
|  |           |                        |                   |                        |               | 1             | Judean Rebels | 16         |  |  |                  |                  |                  |  |
|  |           |                        |                   | Ramat HaSharon Hammers | 12            |               |               |            |  |  |                  |                  |                  |  |
|  | 4         | Ramat HaSharon Hammers | 42                | Ramat HaSharon Hammers | 12            |               |               |            |  |  |                  |                  |                  |  |
|  | 4         | Ramat HaSharon Hammers | 42                |                        |               |               |               |            |  |  |                  |                  |                  |  |
|  | 5         | Jerusalem Lions        | 38                |                        |               |               |               |            |  |  |                  |                  |                  |  |
|  | 5         | Jerusalem Lions        | 38                |                        | Judean Rebels | Judean Rebels | 20            |            |  |  |                  |                  |                  |  |
|  |           |                        |                   |                        |               |               |               |            |  |  |                  |                  |                  |  |
|  |           |                        | Tel Aviv Pioneers | Tel Aviv Pioneers      | 10            |               |               |            |  |  |                  |                  |                  |  |
|  |           |                        |                   | Tel Aviv Pioneers      | 10            |               |               |            |  |  |                  |                  |                  |  |
|  |           |                        |                   |                        |               |               |               |            |  |  |                  |                  |                  |  |
|  |           |                        |                   |                        |               |               |               |            |  |  |                  |                  |                  |  |
|  |           | 2                      | Tel Aviv Pioneers | 26                     |               |               |               |            |  |  |                  |                  |                  |  |
|  |           |                        |                   | 26                     |               |               |               |            |  |  |                  |                  |                  |  |
|  |           |                        |                   | Haifa Underdogs        | 20            |               |               |            |  |  |                  |                  |                  |  |
|  | 3         | Haifa Underdogs        | 42                | Haifa Underdogs        | 20            |               |               |            |  |  |                  |                  |                  |  |
|  | 3         | Haifa Underdogs        | 42                |                        |               |               |               |            |  |  |                  |                  |                  |  |
|  | 6         | Petah Tikva Troopers   | 14                |                        |               |               |               |            |  |  |                  |                  |                  |  |

### Wild card
| 12 marzo 2015 | Ramat HaSharon Hammers | 42 – 38 (6-12 8-0 22-12 6-14) | Jerusalem Lions | (50 spett.) |

| 13 marzo 2015 | Haifa Underdogs | 42 – 14 (6-6 18-0 6-0 12-8) | Petah Tikva Troopers | (27 spett.) |

### Semifinali
| 19 marzo 2015 | Judean Rebels | 16 – 12 (8-0 0-0 0-6 8-6) | Ramat HaSharon Hammers | (120 spett.) |

| 20 marzo 2015 | Tel Aviv Pioneers | 26 – 20 (12-0 8-20 0-0 6-0) | Haifa Underdogs | (85 spett.) |

### VIII Israel Bowl
| 26 marzo 2015 | Judean Rebels | 20 – 10 (6-8 6-0 0-2 8-0) | Tel Aviv Pioneers | (722 spett.) |

## Verdetti
- Judean Rebels Campioni di Israele 2014-2015 (2º titolo)